# Guhlsdorf
Guhlsdorf ist ein bewohnter Gemeindeteil der Gemeinde Groß Pankow im Landkreis Prignitz in Brandenburg. Es gehört zum Ortsteil Klein Gottschow.

## Allgemeines
In der Gemeinde leben 43 Einwohner (1. Januar 2016; siehe Groß Pankow (Prignitz)).

## Geografie und Verkehrsanbindung
Das Runddorf mit Kirche auf Platz und Gut in Hofzeile liegt südlich des Kernortes Groß Pankow an der Landesstraße L 103. Nördlich verläuft die B 189; dort liegt auch das Alte Dorf. Im Süden der Feldmark Guhlsdorf befindet sich eine wüste Feldmark, die keinen Namen trägt. Im Südosten liegt die Dorfstätte von Voigstdorf; hinzu kommt auf der Feldmark Guhlsdorf ein Teil der wüsten Feldmark Rusdorf(?). Der Ort verfügt über eine Bushaltestelle an der Hauptstraße. Sie heißt „Guhlsdorf“.

## Geschichte

### 13. bis 15. Jahrhundert
Das Dorf wurde im Jahr 1367 erstmals durch den Auftritt eines Janeke Gulstorp in Groß Retzin urkundlich erwähnt. Weitere Schreibweisen waren Ghulstorf im Jahr 1420 sowie Gulstorpp in den Jahren 1448/1449. Es gehörte vor 1420 bis nach 1856 den von Wartenberg zu Guhlsdorf, die das Dorf mit Ober- und Untergerichtsbarkeit, Kirchenpatronat und Straßengerichtsbarkeit besaßen (1599). Im Jahr 1661 verkauften sie den Rittersitz und einen Hufner an die von Möllendorf. Die Gerichtsbarkeit kam anschließend an die von Möllendorf und Witwe von Krüsecke, geborene von Wartenberg (1685, 1690) und wurde noch 1700 von den von Möllendorf wieder erworben, bevor sie von den von Wartenberg relutiert wurde (1701/1702). Die Abgaben von drei Leuten in Guhlsdorf (1578) bzw. von zwei Leuten (1733) für Nutzung von fünf Hufen auf der wüsten Feldmark Simonshagen gehörte von vor 1547 bis nach 1733 den von Platen zu Mesendorf. Im Jahr 1420 waren Dorf und Rittersitz im Eigentum der von Wartenberg. Es kam in dieser Zeit zu Schäden durch mecklenburgische Raubritter, ebenso in 1447 und 1448/1449.

### 16. Jahrhundert
Die Bauern in Guhlsdorf nutzten im Jahr 1547 insgesamt fünf Hufen auf der wüsten Feldmark Simonshagen. Eine Statistik aus dem Jahr 1576 wies acht Hufner und fünf Kossäten aus. Der Wohnhof Fabians von Wartenberg umfasste im Jahr 1581 fünf Hufen, davon drei auf der Feldmark Guhlsdorf, eine auf der Feldmark Simonshagen und eine auf der Feldmark Rusdorf. Er nutzte außerdem weitere Flächen in Rusdorf, Simonshagen und Guhlsdorf sowie Wiesen auf der Feldmark Retzin. Der Pfarrer erhielt in diesem Jahr je ½ Wispel Roggen und Gerste, der Küster drei Scheffel Roggen von der Gemeinde. Die Kirche wurde als verfallen bezeichnet und neu erbaut. Im Jahr 1599 gab es zwei Rittersitze der von Wartenberg mit sieben Hufen Land, acht Bauern und sechs Kossäten sowie acht Hufen Land und ein Kleinholz, das Fernholz genannt wurde und 1621 als Fahrenholtz erschien.

### 17. Jahrhundert
Die Gemeinde hatte bislang die wüsten Feldmarken Simonshagen und Jaal benutzt. Im Jahr 1624 wollten die von Wartenberg die Nutzung aufkündigen. Eine Statistik aus dem Jahr 1652 führte vier Hufner und einen Kossäten auf. Im Jahr 1684 gab es in Guhlshagen drei Rittersitze. Zwei waren im Besitz der von Möllendorfschen Erben, einen bewohnte Jaspar von Krüseckes Witwe. Eine Statistik aus dem Jahr 1686 führte auf: Acht Hufner mit je einer Feldhufe und ein bis zwei Jaelschen Hufen (daovn zwei wüst), einen Halbhufner mit ½ Feldhufe und einer Jaelschen Hufe sowie vier Kossäten mit je ¼ Feldhufe und ½ Jaelschen Hufe (davon eine wüst). Es gab außerdem zwei Kötter, davon eine Schneiderstelle. Die wüsten Höfe wurden von den von Möllendorf als Rittersitz genutzt; einen Kossätenhof nutzten die von Krüsicke, in dem sie dort einen Einlieger platzierten. Der Acker auf dem Dorffeld wurde als gut bezeichnet, während die übrigen Flächen sandig waren. Die Bauern betrieben Mast, aber keine Fischerei.

### 18. Jahrhundert

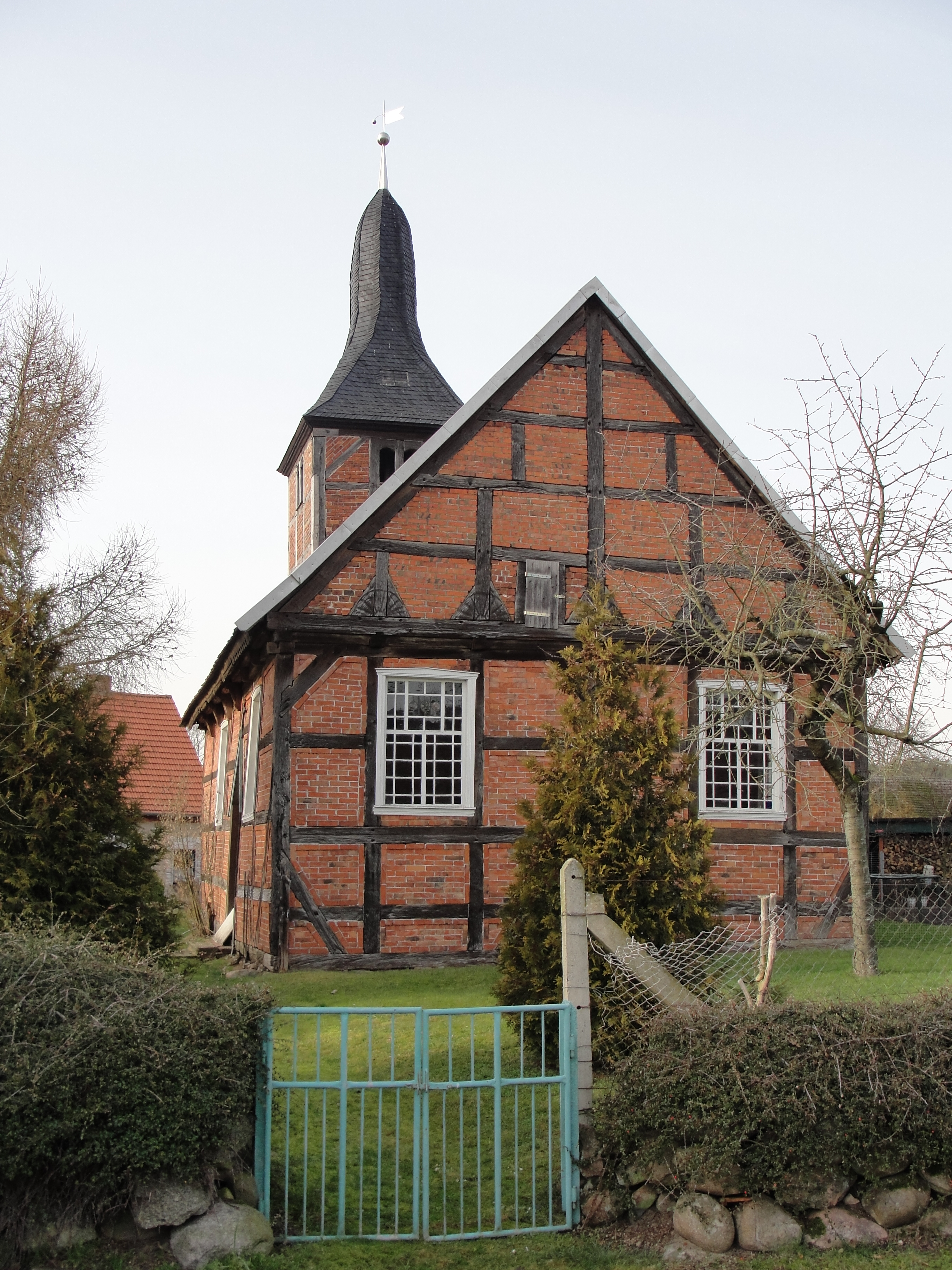
Dorfkirche von 1712

Im Dorf gab es im Jahr 1719 insgesamt vier Hufner, neun Kossäten und einen Kötter sowie einen Schäferknecht und einen Hirten ohne Vieh. Für 1734 wurden verzeichnet: vier Bauern, neun Kossäten, fünf Häuslinge, ein Schäfer und einen Hirten. Im Jahr 1745 gab es das Dorf mit Rittersitz sowie neun Bauern, vier Kossäten und zwei Kötter. Die Gemeinde Guhlsdorf klagte im Jahr 1751 vergeblich das Recht ein, auf den Feldmarken Rusdorf und Jaal hüten zu dürfen. Eine Statistik aus dem Jahr 1760 führte auf: vier Hufner, neun Kossäten, ein Kötter, ein Paar Einlieger, ein Pachtschäfer, einen Kuhhirten sowie 9 ½ Hufen. Im Jahr 1791 gab es ein Vorwerk sowie vier Bauern, fünf Halbbauern, vier Kossäten, fünf Hausleute und einen Gutsbesitzer, die in Summe 29 Feuerstellen (= Haushalte) betrieben.

### 19. Jahrhundert
Eine Statistik aus dem Jahr 1801 führte für Guhlsdorf auf: fünf Ganzbauern, vier Halbbauern, vier Kossäten, sechs Einlieger und ein Radmacher. Es gab 29 Feuerstellen und 9 ½ Hufen. In einer weiteren Statistik aus dem Jahr 1846 wurden 27 Wohnhäuser genannt. Die Bewohner nutzten das Dreifeldersystem (1852); es gab keine Gemeindehütung und etwas Tannenholz. Die Bauern züchteten Rindvieh und Pferde zum eigenen Bedarf sowie Federvieh für die Wirtschaft. Die Haupteinnahmequelle war nach wie vor der Ackerbau; es gab keine Nebenbeschäftigungen. Das Dorf war im Jahr 1860 insgesamt 1327 Morgen (Mg) groß: 18 Mg Gehöfte, 16 Mg Gartenland, 948 Mg Acker, 145 Mg Wiese, 200 Mg Wald. Darauf standen zwei öffentliche, 20 Wohn- und elf Wirtschaftsgebäude. Das Rittergut umfasste 847 Mg: 1 Mg Gehöfte, 5 Mg Gartenland, 500 Mg Acker, 40 Mg Wiese, 51 Mg Weide, 240 Mg Wald. Dort standen zehn Wohn- und fünf Wirtschaftsgebäude. Das Rittergut wurde bereits 1893 parzelliert und ein Jahr später im Matrikel gelöscht, der Gutsbezirk aufgelöst.

### 20. Jahrhundert
Zur Jahrhundertwende standen auf 570 Hektar (ha) Fläche insgesamt 22 Häuser; 1931 waren es 23 Wohnhäuser auf 569 ha. Guhlsdorf war zu dieser Zeit Gemeinde mit Wohnplatz Siedlung. Im Jahr 1939 gab es zehn land- und forstwirtschaftliche Betriebe mit einer Fläche zwischen 20 und 100 ha, vier zwischen 10 und 20 ha sowie ein Betrieb mit 5 bis 10 ha. Weitere vier Betriebe waren zwischen 0,5 und 5 ha groß. Es gab elf Personen, die in Industrie und Handwerk tätig waren.
Nach dem Zweiten Weltkrieg wurden 108,4 ha Fläche enteignet und aufgeteilt: ein Neubauer erhielt 0,92 ha, vier 6,82 ha, sechs 79,01 ha und acht Altbauern 9,73 ha. Der Rest entfiel auf die Gemeinde und die VdgB. Im Jahr 1954 gründete sich eine LPG Typ III 1. Mai mit 15 Mitgliedern und 15,13 ha Fläche. Sie wuchs bis 1960 auf 27 Mitglieder und 268,95 ha Fläche an. Außerdem gab es im genannten Jahr zwei LPG Typ I mit 23 Mitgliedern und 215,47 ha Fläche, davon eine LPG Vorwärts, die 1968 an die LPG Typ III angeschlossen wurden. Im Jahr 1917 erfolgte der Anschluss der LPG 13. August im Simonshagen an die LPG in Guhlsdorf. Diese schloss sich 1977 mit der LPG Völkerfreundschaft in Retzin zusammen. Der Ortsteil Simonshagen wurde 1972 aus der Gemeinde Klein Gottschow in die Gemeinde Guhlsdorf umgemeindet. Zwei Jahre später wurde die Gemeinde Guhlsdorf mit Simonshagen in die Gemeinde Klein Gottschow eingegliedert und war dort seit 1985 ein Ortsteil.

## Bevölkerungsentwicklung
| Jahr      | 1734 | 1772 | 1791 | 1801 | 1817 | 1837 | 1858                | 1871      | 1895 | 1925 | 1939 | 1946 | 1964 | 1971 |
| Einwohner | 117  | 113  | 135  | 128  | 123  | 158  | Dorf 107 und Gut 48 | 89 und 55 | 140  | 131  | 107  | 168  | 113  | 84   |

## Sehenswürdigkeiten

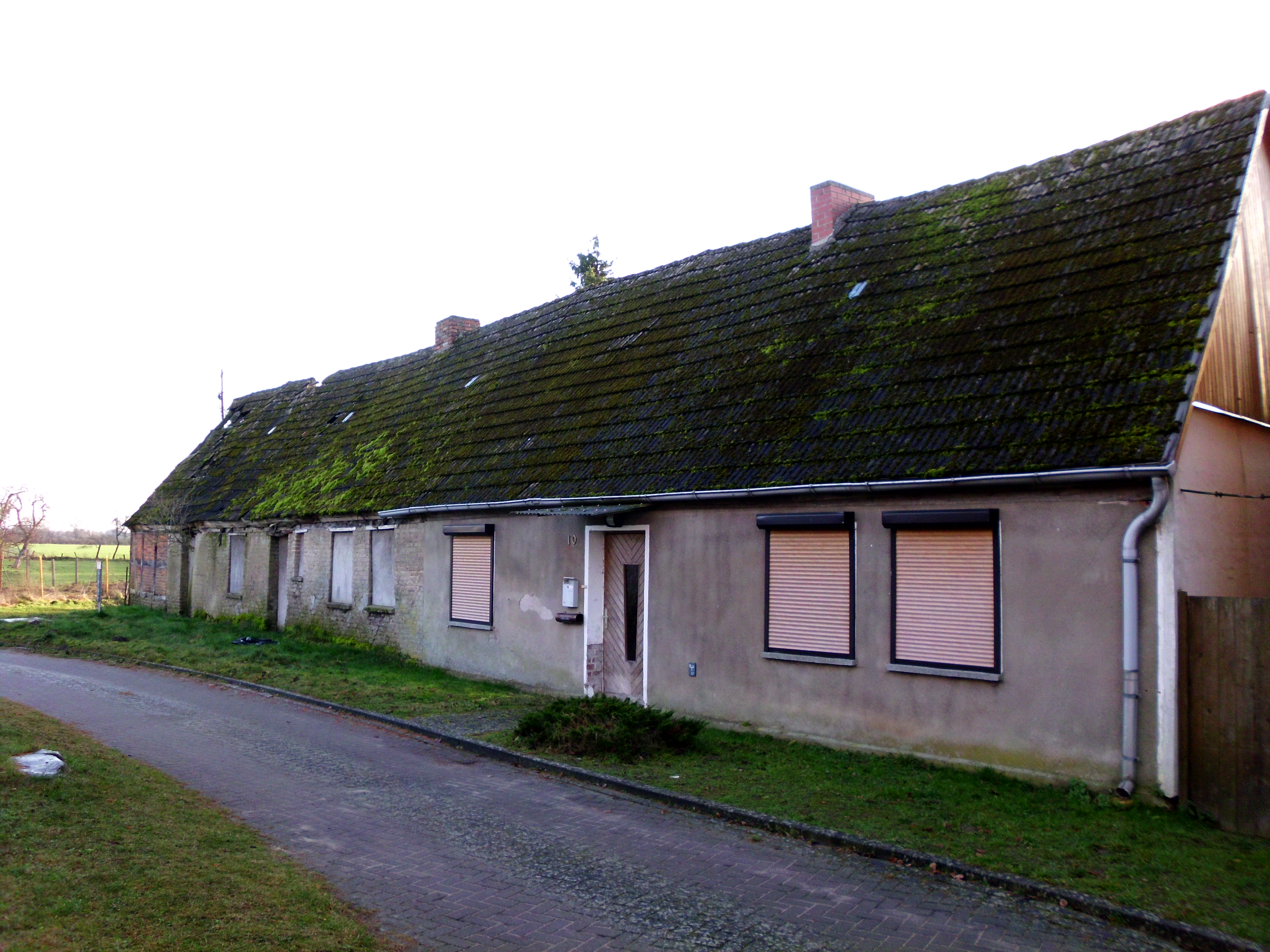
Denkmalgeschütztes Bauernhaus Guhlsdorf 10

Als Baudenkmale sind ausgewiesen (siehe Liste der Baudenkmale in Groß Pankow (Prignitz)#Guhlsdorf):
- Die evangelische Dorfkirche, ein Fachwerkbau mit einem Turm, geht auf einen Bau aus dem Jahr 1591 zurück. Im Jahr 1712 wurde die Kirche erneuert. Aus diesem Jahr stammt der Kanzelaltar im Inneren.
- Bauernhaus (Guhlsdorf 10)